# La bomba (Azul Azul)
La bomba è un singolo del gruppo musicale boliviano Azul Azul, pubblicato nel 1998.
Un remake del brano è utilizzato nella pubblicità di Febal Casa dal 2023.

## Classifiche
| Classifica (2000-21) | Posizione raggiunta |
| -------------------- | ------------------- |
| Germania             | 98                  |
| Nicaragua            | 1                   |
| Ungheria             | 40                  |
| Uruguay              | 5                   |

## Versione dei King Africa
Nel 2000 il progetto argentino King Africa ha riproposto una nuova versione, ottenendo un gran successo in diversi paesi.

### Tracce
CD maxi
1. "La Bomba" (original radio mix) — 3:20
2. "La Bomba" (English radio mix) — 3:36
3. "La Bomba" (Caribe radio mix) — 3:53
4. "La Bomba" (extended mix) — 5:03
5. "La Bomba" (Caribe extended mix) — 5:47

CD maxi
1. "La Bomba" (radio edit) — 3:20
2. "La Bomba" (extended mix) — 5:01
3. "King Africa megamix" — 4:47
4. "Mama Yo Quiero" — 3:51

7" single
1. "La Bomba" (extended mix) — 5:00
2. "La Bomba" (radio mix) — 3:20

12" maxi
1. "La Bomba" — 3:20
2. "Mama Yo Quiero" — 3:51
3. "King Africa megamix" — 4:47
4. "Bailando Pump It Up" — 4:24

### Classifiche

#### Classifiche settimanali
| Classifica (2000-02) | Posizione massima |
| -------------------- | ----------------- |
| Austria              | 21                |
| Belgio (Fiandre)     | 2                 |
| Belgio (Vallonia)    | 14                |
| Francia              | 4                 |
| Germania             | 27                |
| Italia               | 10                |
| Paesi Bassi          | 3                 |
| Romania              | 13                |
| Spagna               | 4                 |
| Svizzera             | 8                 |

#### Classifiche di fine anno
| Classifica (2000)            | Posizione |
| ---------------------------- | --------- |
| Belgio (Fiandre)             | 17        |
| Belgio (Vallonia)            | 78        |
| Paesi Bassi                  | 33        |
| Paesi Bassi (Single Top 100) | 17        |
| Romania (Single Top 100)     | 92        |
| Classifica (2001)            | Posizione |
| Svezia                       | 61        |
| Classifica (2002)            | Posizione |
| Francia (SNEP)               | 21        |